# Zápas na Letních olympijských hrách 2016 – muži, řecko-římský do 59 kg
Zápasy v řecko-římském (klasickém) stylu na Letních olympijských hrách v Riu v kategorii pérových vah mužů proběhly v hale Carioca Arena 2 v přilehlé části Ria de Janeira v Barra da Tijuca 14. srpna 2016.

## Finále
| finále         |                |
| -------------- | -------------- |
| Ismael Borrero | Ismael Borrero |
| Šinobu Óta     | Ismael Borrero |

## Opravy / O bronz
Do oprav se dostali klasici, kteří během turnaje v pavouku prohráli svůj zápas s jedním ze dvou finalistů.
| opravy           | opravy           | o bronz            |                    |
| ---------------- | ---------------- | ------------------ | ------------------ |
| volný los        | Arsen Eralijev   | Arsen Eralijev     | Elmurat Tasmuradov |
| volný los        | Arsen Eralijev   | Arsen Eralijev     | Elmurat Tasmuradov |
|                  | Wang Lu-min      | Arsen Eralijev     | Elmurat Tasmuradov |
|                  |                  | Elmurat Tasmuradov | Elmurat Tasmuradov |
| Almat Kebisbajev | Almat Kebisbajev | Stig André Berge   | Stig André Berge   |
| Hamid Sorjan     | Almat Kebisbajev | Stig André Berge   | Stig André Berge   |
|                  | Stig André Berge | Stig André Berge   | Stig André Berge   |
|                  |                  | Rovšan Bajramov    | Stig André Berge   |

## Pavouk
|   | 1/32              | 1/16               | čtvrtfinále        | semifinále         | finále         |
| - | ----------------- | ------------------ | ------------------ | ------------------ | -------------- |
| A | volný los         | Ismael Borrero     | Ismael Borrero     | Ismael Borrero     | Ismael Borrero |
| A | volný los         | Ismael Borrero     | Ismael Borrero     | Ismael Borrero     | Ismael Borrero |
| A | volný los         | Arsen Eralijev     | Ismael Borrero     | Ismael Borrero     | Ismael Borrero |
| A | volný los         | Arsen Eralijev     | Ismael Borrero     | Ismael Borrero     | Ismael Borrero |
| A | volný los         | Andrés Montaño     | Wang Lu-min        | Ismael Borrero     | Ismael Borrero |
| A | volný los         | Andrés Montaño     | Wang Lu-min        | Ismael Borrero     | Ismael Borrero |
| A | volný los         | Wang Lu-min        | Wang Lu-min        | Ismael Borrero     | Ismael Borrero |
| A | volný los         | Wang Lu-min        | Wang Lu-min        | Ismael Borrero     | Ismael Borrero |
| B | volný los         | Jun Won-čchol      | Jun Won-čchol      | Elmurat Tasmuradov | Ismael Borrero |
| B | volný los         | Jun Won-čchol      | Jun Won-čchol      | Elmurat Tasmuradov | Ismael Borrero |
| B | volný los         | Haithem Mahmoud    | Jun Won-čchol      | Elmurat Tasmuradov | Ismael Borrero |
| B | volný los         | Haithem Mahmoud    | Jun Won-čchol      | Elmurat Tasmuradov | Ismael Borrero |
| B | volný los         | Elmurat Tasmuradov | Elmurat Tasmuradov | Elmurat Tasmuradov | Ismael Borrero |
| B | volný los         | Elmurat Tasmuradov | Elmurat Tasmuradov | Elmurat Tasmuradov | Ismael Borrero |
| B | volný los         | Kristijan Fris     | Elmurat Tasmuradov | Elmurat Tasmuradov | Ismael Borrero |
| B | volný los         | Kristijan Fris     | Elmurat Tasmuradov | Elmurat Tasmuradov | Ismael Borrero |
| C | volný los         | Rovšan Bajramov    | Rovšan Bajramov    | Rovšan Bajramov    | Šinobu Óta     |
| C | volný los         | Rovšan Bajramov    | Rovšan Bajramov    | Rovšan Bajramov    | Šinobu Óta     |
| C | volný los         | Raiber Rodríguez   | Rovšan Bajramov    | Rovšan Bajramov    | Šinobu Óta     |
| C | volný los         | Raiber Rodríguez   | Rovšan Bajramov    | Rovšan Bajramov    | Šinobu Óta     |
| C | volný los         | Mehdi Messaoudi    | Jesse Thielke      | Rovšan Bajramov    | Šinobu Óta     |
| C | volný los         | Mehdi Messaoudi    | Jesse Thielke      | Rovšan Bajramov    | Šinobu Óta     |
| C | volný los         | Jesse Thielke      | Jesse Thielke      | Rovšan Bajramov    | Šinobu Óta     |
| C | volný los         | Jesse Thielke      | Jesse Thielke      | Rovšan Bajramov    | Šinobu Óta     |
| D | volný los         | Soslan Daurov      | Stig André Berge   | Šinobu Óta         | Šinobu Óta     |
| D | volný los         | Soslan Daurov      | Stig André Berge   | Šinobu Óta         | Šinobu Óta     |
| D | Stig André Berge  | Stig André Berge   | Stig André Berge   | Šinobu Óta         | Šinobu Óta     |
| D | I Čong-paek       | Stig André Berge   | Stig André Berge   | Šinobu Óta         | Šinobu Óta     |
| D | Šinobu Óta        | Šinobu Óta         | Šinobu Óta         | Šinobu Óta         | Šinobu Óta     |
| D | Hamid Sorjan      | Šinobu Óta         | Šinobu Óta         | Šinobu Óta         | Šinobu Óta     |
| D | Almat Kebisbajev  | Almat Kebisbajev   | Šinobu Óta         | Šinobu Óta         | Šinobu Óta     |
| D | Ibragim Labazanov | Almat Kebisbajev   | Šinobu Óta         | Šinobu Óta         | Šinobu Óta     |